# Jean 20
 (avril 2024).
La mise en forme du texte ne suit pas les recommandations de Wikipédia : il faut le « wikifier ».
Les points d'amélioration suivants sont les cas les plus fréquents. Le détail des points à revoir est peut-être précisé sur la page de discussion.
- Les titres sont pré-formatés par le logiciel. Ils ne sont ni en capitales, ni en gras.
- Le texte ne doit pas être écrit en capitales (les noms de famille non plus), ni en gras, ni en italique, ni en « petit »…
- Le gras n'est utilisé que pour surligner le titre de l'article dans l'introduction, une seule fois.
- L'italique est rarement utilisé : mots en langue étrangère, titres d'œuvres, noms de bateaux, etc.
- Les citations ne sont pas en italique mais en corps de texte normal. Elles sont entourées par des guillemets français : « et ».
- Les listes à puces sont à éviter, des paragraphes rédigés étant largement préférés. Les tableaux sont à réserver à la présentation de données structurées (résultats, etc.).
- Les appels de note de bas de page (petits chiffres en exposant, introduits par l'outil «  Source ») sont à placer entre la fin de phrase et le point final[comme ça].
- Les liens internes (vers d'autres articles de Wikipédia) sont à choisir avec parcimonie. Créez des liens vers des articles approfondissant le sujet. Les termes génériques sans rapport avec le sujet sont à éviter, ainsi que les répétitions de liens vers un même terme.
- Les liens externes sont à placer uniquement dans une section « Liens externes », à la fin de l'article. Ces liens sont à choisir avec parcimonie suivant les règles définies. Si un lien sert de source à l'article, son insertion dans le texte est à faire par les notes de bas de page.
- La présentation des références doit suivre les conventions bibliographiques. Il est recommandé d'utiliser les modèles {{Ouvrage}}, {{Chapitre}}, {{Article}}, {{Lien web}} et/ou {{Bibliographie}}. Le mode d'édition visuel peut mettre en forme automatiquement les références.
- Insérer une infobox (cadre d'informations à droite) n'est pas obligatoire pour parachever la mise en page.

Pour une aide détaillée, merci de consulter Aide:Wikification.
Si vous pensez que ces points ont été résolus, vous pouvez retirer ce bandeau et améliorer la mise en forme d'un autre article.

Jean 16:14-22 du côté recto du Papyrus 5, écrit vers 250 apr. J.-C.

Jean 20 est le vingtième chapitre de l'Évangile selon Jean dans le Nouveau Testament. Il relate l'histoire de la résurrection de Jésus. Il relate comment Marie-Madeleine est allée au tombeau de Jésus et l'a trouvé vide. Jésus lui apparaît et parle de sa résurrection, et envoie Marie dire la nouvelle aux disciples. Jésus apparaît ensuite à ses disciples. Les événements relatés dans Jean 20 sont décrits assez différemment en Matthieu 28, Marc 16, et Luc 24.
Le chapitre est de toute évidence la conclusion de l'Évangile selon Jean, mais il est suivi par un chapitre apparemment "supplémentaire", Jean 21. Certains biblistes suggèrent que Jean 20 était la conclusion originale de l'Évangile, et Jean 21 était un ajout ultérieur, mais il n'y a aucune preuve manuscrite concluante pour cette théorie.

## Texte
Le texte original est écrit en Grec Koinè. Ce chapitre est divisé en 31 versets.

### Témoins textuels
Certains manuscrits fondateurs contenant le texte de ce chapitre sont :
- Papyrus 5
- Codex Vaticanus (325-350 apr. J.-C.)
- Codex Sinaiticus
- Codex Bezae
- Codex Alexandrinus
- Codex Ephraemi Rescriptus

## Analyse
Le chapitre peut être divisé en trois parties distinctes. Les versets 1 à 18 décrivent les événements au tombeau vide de Jésus lorsqu'il est trouvé vide et l'apparition de Jésus ressuscité à Marie-Madeleine (voir Noli me tangere). La seconde partie décrit les apparitions de Jésus à ses disciples, tandis que les deux versets finals racontent pourquoi l'auteur a rédigé cet évangile. La première partie peut également être subdivisée entre l'examen du tombeau par Pierre et le disciple que Jésus aimait ainsi que les apparitions du Christ à Marie.
Il y a de nombreuses incohérences à la fois dans le chapitre et entre celui-ci ainsi que le récit de la résurrection dans les autres évangiles. Raymond Edward Brown proposa la thèse que l'œuvre est un mélange de deux sources différentes. Une source contenait à l'origine les versets 1 et 11 à 18 et décrivait le trajet de Marie-Madeleine au tombeau. Cette information est unique selon Jean. Une autre avait les versets 3 à 10 et 19 jusqu'à la fin et traitait des disciples. Cette partie est de loin la plus familière aux évangiles synoptiques, suggérant qu'ils ne sont que des synoptiques réécrits pour donner l'impression que c'était un récit de témoin oculaire. Cette partie sur Marie-Madeleine, en revanche, devait avoir été basée sur des sources auxquelles seul Jean avait accès.
Le théologien Charles Harold Dodd déclare que la crucifixion est l'acmé du récit de Jean et affirme que ce chapitre est écrit comme le dénouement et la conclusion. Certains biblistes défendent que Jean 21 ne semble pas à sa place et que Jean 20 était le chapitre final original de l'œuvre,. Cependant, d'anciens manuscrits qui contiennent la fin de Jean 20 contiennent également le texte de Jean 21, il n'y a donc aucune preuve manuscrite concluante pour cette théorie.

## Lectures complémentaires
- Charles Kingsley Barrett. The Gospel According to John, 2nd Edition. Londres : Society for Promoting Christian Knowledge, 1978.
- Raymond Edward Brown. "The Gospel According to John: XIII-XXI" The Anchor Bible Series Volume 29A New York : Doubleday & Company, 1970.
- F. F. Bruce. The Gospel According to John. Grand Rapids : William B. Eerdmans Publishing Company, 1983.
- Rudolf Schnackenberg. The Gospel According to St. John: Volume III. Crossroad, 1990.
- Brooke Foss Westcott The Gospel of St. John. Londres : John Murray, 1889.